# G̈
G̈, g̈ (G с умлаутом) — буква расширенной латиницы. Используется в романизации ALA-LC для языка синдхи, где передаёт букву ڳ (в арабском алфавите) либо ॻ (в алфавите на основе деванагари). Также в качестве G с диерезисом встречается в письменности языка наудм, где в буквосочетаниях g̈w, g̈b употребляется для указания раздельного произношения букв, иначе образующих диграфы gw и gb соответственно.

## Кодировка
В качестве отдельного символа буква в Юникод не включена. Используя комбинируемый диакритический знак умлаута, символ представляется как последовательность шестнадцатеричных кодов 0047 для заглавной либо 0067 для строчной буквы G и 0308 для умлаута сверху.